# Marathon masculin aux Jeux olympiques d'été de 2020
Pour des articles plus généraux, voir Athlétisme aux Jeux olympiques d'été de 2020 et Marathon aux Jeux olympiques.
Navigation
Rio 2016 Paris 2024
L'épreuve du marathon masculin aux Jeux olympiques de 2020 se déroule le 8 août 2021 au Parc Ōdōri de Sapporo, au Japon.
L'épreuve est remportée par l'athlète kenyan Eliud Kipchoge en 2 h 8 min 38 s, tenant du titre, après sa victoire à Rio en 2016. Le Néerlandais Abdi Nageeye et le Belge Bashir Abdi prennent respectivement la deuxième et la troisième place et reçoivent les médailles d'argent et de bronze.

## Programme
Tous les horaires correspondent à l'UTC+9
| Date                 | Horaire | Manche |
| -------------------- | ------- | ------ |
| Dimanche 8 août 2021 | 7 h 00  | Finale |

## Records
Avant cette compétition, les records dans cette discipline étaient les suivants : 
| Record du monde  | Eliud Kipchoge (KEN) | 2 h 1 min 39 s | Berlin | 16 septembre 2018 |
| Record olympique | Samuel Wanjiru (KEN) | 2 h 6 min 32 s | Pékin  | 24 août 2008      |

## Médaillés
La remise des médailles, comme le veut la tradition, a lieu lors de la cérémonie de clôture.
| Or             | Argent       | Bronze      |
| Eliud Kipchoge | Abdi Nageeye | Bashir Abdi |

## Résultats
| Rang               | Athlète                       | Pays                          | Temps   | Écart  | Notes |
| ------------------ | ----------------------------- | ----------------------------- | ------- | ------ | ----- |
| Médaille d'or      | Eliud Kipchoge                | Kenya                         | 2:08:38 | –      |       |
| Médaille d'argent  | Abdi Nageeye                  | Pays-Bas                      | 2:09:58 | +1:20  | SB    |
| Médaille de bronze | Bashir Abdi                   | Belgique                      | 2:10:00 | +1:22  | SB    |
| 4                  | Lawrence Cherono              | Kenya                         | 2:10:02 | +1:24  | SB    |
| 5                  | Ayad Lamdassem                | Espagne                       | 2:10:16 | +1:38  | SB    |
| 6                  | Suguru Osako                  | Japon                         | 2:10:41 | +2:03  | SB    |
| 7                  | Alphonce Simbu                | Tanzanie                      | 2:11:35 | +2:57  | SB    |
| 8                  | Galen Rupp                    | États-Unis                    | 2:11:41 | +3:03  | SB    |
| 9                  | Othmane El Goumri             | Maroc                         | 2:11:58 | +3:20  |       |
| 10                 | Koen Naert                    | Belgique                      | 2:12:13 | +3:35  | SB    |
| 11                 | Mohamed Reda El Aaraby        | Maroc                         | 2:12:22 | +3:44  |       |
| 12                 | Nicolas Navarro               | France                        | 2:12:50 | +4:12  | SB    |
| 13                 | Maru Teferi                   | Israël                        | 2:13:02 | +4:24  |       |
| 14                 | Goitom Kifle                  | Érythrée                      | 2:13:22 | +4:44  |       |
| 15                 | Jeison Suárez                 | Colombie                      | 2:13:29 | +4:51  |       |
| 16                 | Tachlowini Gabriyesos         | Équipe olympique des réfugiés | 2:14:02 | +5:24  |       |
| 17                 | Morhad Amdouni                | France                        | 2:14:33 | +5:55  | SB    |
| 18                 | Hamza Sahli                   | Maroc                         | 2:14:48 | +6:10  | SB    |
| 19                 | Yang Shaohui                  | Chine                         | 2:14:58 | +6:20  |       |
| 20                 | Eyob Faniel                   | Italie                        | 2:15:11 | +6:33  | SB    |
| 21                 | Daniel Mateo                  | Espagne                       | 2:15:21 | +6:43  | SB    |
| 22                 | Yohanes Ghebregergis          | Érythrée                      | 2:15:34 | +6:56  |       |
| 23                 | Abdi Hakin Ulad               | Danemark                      | 2:15:50 | +7:12  | SB    |
| 24                 | Liam Adams                    | Australie                     | 2:15:51 | +7:13  | SB    |
| 25                 | El-Hassan El-Abbassi          | Bahreïn                       | 2:15:56 | +7:18  | SB    |
| 26                 | Richard Ringer                | Allemagne                     | 2:16:08 | +7:30  |       |
| 27                 | Tiidrek Nurme                 | Estonie                       | 2:16:16 | +7:38  | SB    |
| 28                 | Girmaw Amare                  | Israël                        | 2:16:17 | +7:39  |       |
| 29                 | Jacob Riley                   | États-Unis                    | 2:16:26 | +7:48  | SB    |
| 30                 | Amanal Petros                 | Allemagne                     | 2:16:33 | +7:55  | SB    |
| 31                 | Eulalio Muñoz                 | Argentine                     | 2:16:35 | +7:57  | SB    |
| 32                 | Peng Jianhua                  | Chine                         | 2:16:39 | +8:01  |       |
| 33                 | Javier Guerra                 | Espagne                       | 2:16:42 | +8:04  | SB    |
| 34                 | Elroy Gelant                  | Afrique du Sud                | 2:16:43 | +8:05  |       |
| 35                 | Oqbe Kibrom Ruesom            | Érythrée                      | 2:16:57 | +8:19  | SB    |
| 36                 | Zane Robertson                | Nouvelle-Zélande              | 2:17:04 | +8:26  | SB    |
| 37                 | Haimro Alame                  | Israël                        | 2:17:17 | +8:39  |       |
| 38                 | Adam Nowicki                  | Pologne                       | 2:17:19 | +8:41  |       |
| 39                 | Olivier Irabaruta             | Burundi                       | 2:17:44 | +9:06  | SB    |
| 40                 | Sondre Nordstad Moen          | Norvège                       | 2:17:59 | +9:21  | SB    |
| 41                 | Abdi Abdirahman               | États-Unis                    | 2:18:27 | +9:49  | SB    |
| 42                 | Tomas Hilifa Rainhold         | Namibie                       | 2:18:28 | +9:50  |       |
| 43                 | Derlis Ayala                  | Paraguay                      | 2:18:34 | +9:56  | SB    |
| 44                 | Fred Musobo                   | Ouganda                       | 2:18:39 | +10:01 |       |
| 45                 | Hassan Chahdi                 | France                        | 2:18:40 | +10:02 | SB    |
| 46                 | Ben Preisner                  | Canada                        | 2:19:27 | +10:49 | SB    |
| 47                 | Yassine El Fathaoui           | Italie                        | 2:19:44 | +11:06 | SB    |
| 48                 | Trevor Hofbauer               | Canada                        | 2:19:57 | +11:19 | SB    |
| 49                 | Shim Jung-sub                 | Corée du Sud                  | 2:20:36 | +11:58 |       |
| 50                 | Hendrik Pfeiffer              | Allemagne                     | 2:20:43 | +12:05 | SB    |
| 51                 | Felix Chemonges               | Ouganda                       | 2:20:53 | +12:15 |       |
| 52                 | Yavuz Ağralı                  | Turquie                       | 2:21:00 | +12:22 |       |
| 53                 | Joaquín Arbe                  | Argentine                     | 2:21:15 | +12:37 | SB    |
| 54                 | Chris Thompson                | Grande-Bretagne               | 2:21:29 | +12:51 |       |
| 55                 | Tseveenravdangiin Byambajav   | Mongolie                      | 2:21:32 | +12:54 | SB    |
| 56                 | José Luis Santana             | Mexique                       | 2:21:32 | +12:54 | SB    |
| 57                 | Dong Guojian                  | Chine                         | 2:21:35 | +12:57 |       |
| 58                 | Kevin Seaward                 | Irlande                       | 2:21:45 | +13:07 | SB    |
| 59                 | Dieter Kersten                | Belgique                      | 2:22:06 | +13:28 |       |
| 60                 | Cristhian Pacheco             | Pérou                         | 2:22:12 | +13:34 | SB    |
| 61                 | Peter Herzog                  | Autriche                      | 2:22:15 | +13:37 | SB    |
| 62                 | Shogo Nakamura                | Japon                         | 2:22:23 | +13:45 | SB    |
| 63                 | Arkadiusz Gardzielewski       | Pologne                       | 2:22:50 | +14:12 |       |
| 64                 | Malcolm Hicks                 | Nouvelle-Zélande              | 2:23:12 | +14:34 | SB    |
| 65                 | Juan Pacheco                  | Mexique                       | 2:23:41 | +15:03 | SB    |
| 66                 | Brett Robinson                | Australie                     | 2:24:04 | +15:26 | SB    |
| 67                 | Khoarahlane Seutloali         | Lesotho                       | 2:25:03 | +16:25 | SB    |
| 68                 | Roman Fosti                   | Estonie                       | 2:25:37 | +16:59 |       |
| 69                 | Paulo Roberto Paula           | Brésil                        | 2:26:08 | +17:30 | SB    |
| 70                 | Thijs Nijhuis                 | Danemark                      | 2:26:59 | +18:21 | SB    |
| 71                 | Paul Pollock                  | Irlande                       | 2:27:48 | +19:10 | SB    |
| 72                 | Cameron Levins                | Canada                        | 2:28:43 | +20:05 |       |
| 73                 | Yuma Hattori                  | Japon                         | 2:30:08 | +21:30 | SB    |
| 74                 | Jesús Arturo Esparza          | Mexique                       | 2:31:51 | +23:13 | SB    |
| 75                 | Jorge Castelblanco            | Panama                        | 2:33:22 | +24:44 | SB    |
| 76                 | Iván Zarco                    | Honduras                      | 2:44:36 | +35:58 | SB    |
| –                  | Amos Kipruto                  | Kenya                         | –       | 40 km  | DNF   |
| –                  | Bart van Nunen                | Pays-Bas                      | –       | 40 km  | DNF   |
| –                  | Stephen Mokoka                | Afrique du Sud                | –       | 35 km  | DNF   |
| –                  | Lelisa Desisa                 | Éthiopie                      | –       | 35 km  | DNF   |
| –                  | John Hakizimana               | Rwanda                        | –       | 35 km  | DNF   |
| –                  | Khalid Choukoud               | Pays-Bas                      | –       | 35 km  | DNF   |
| –                  | Marcin Chabowski              | Pologne                       | –       | 35 km  | DNF   |
| –                  | Ben Connor                    | Grande-Bretagne               | –       | 35 km  | DNF   |
| –                  | Desmond Mokgobu               | Afrique du Sud                | –       | 35 km  | DNF   |
| –                  | Bat-Ochiryn Ser-Od            | Mongolie                      | –       | 35 km  | DNF   |
| –                  | Daniel Ferreira do Nascimento | Brésil                        | –       | 30 km  | DNF   |
| –                  | Tadesse Abraham               | Suisse                        | –       | 30 km  | DNF   |
| –                  | Yassine Rachik                | Italie                        | –       | 30 km  | DNF   |
| –                  | Callum Hawkins                | Grande-Bretagne               | –       | 30 km  | DNF   |
| –                  | Bohdan-Ivan Horodyskyy        | Ukraine                       | –       | 30 km  | DNF   |
| –                  | Polat Kemboi Arıkan           | Turquie                       | –       | 30 km  | DNF   |
| –                  | Iván Darío González           | Colombie                      | –       | 30 km  | DNF   |
| –                  | Sisay Lemma                   | Éthiopie                      | –       | 25 km  | DNF   |
| –                  | Shumi Dechasa                 | Bahreïn                       | –       | 25 km  | DNF   |
| –                  | Mykola Nyzhnyk                | Ukraine                       | –       | Semi   | DNF   |
| –                  | Lemawork Ketema               | Autriche                      | –       | 20 km  | DNF   |
| –                  | Stephen Scullion              | Irlande                       | –       | 20 km  | DNF   |
| –                  | Oh Joo-han                    | Corée du Sud                  | –       | 15 km  | DNF   |
| –                  | Alemu Bekele                  | Bahreïn                       | –       | 15 km  | DNF   |
| –                  | Stephen Kiprotich             | Ouganda                       | –       | 15 km  | DNF   |
| –                  | Gabriel Geay                  | Tanzanie                      | –       | 15 km  | DNF   |
| –                  | Daniel Chaves da Silva        | Brésil                        | –       | 15 km  | DNF   |
| –                  | Oleksandr Sitkovskyy          | Ukraine                       | –       | 15 km  | DNF   |
| –                  | Shura Kitata                  | Éthiopie                      | –       | 10 km  | DNF   |
| –                  | Jack Rayner                   | Australie                     | –       | 10 km  | DNF   |

## Légende
Records et Performances
- AR : Record continental (area record)
- CR : Record des championnats (championship record)
- MR : Record du meeting (meet record)
- NR : Record national (national record)
- OR : Record olympique (olympic record)
- PR : Record paralympique (paralympic record)
- PB : Record personnel (personal best)
- SB : Meilleure performance personnelle de la saison (season's best)
- WL : Meilleure performance mondiale de l'année (world leader)
- WJR : Record du monde junior (world junior record)
- WR : Record du monde (world record)

Circonstances et Conditions
- DNF : N'a pas terminé (did not finish)
- DNS : N'a pas pris le départ (did not start)
- DQ : Disqualification (disqualification)
- NM : Aucun essai valable enregistré (No Mark)
- Q : Qualifié « directement » au prochain tour (ou à la prochaine compétition), lors d'une compétition majeure, grâce au classement ou à la réalisation des minima (automatic qualifier)
- q : Qualifié au prochain tour (ou à la prochaine compétition), lors d'une compétition majeure, grâce au repêchage ou à la réalisation de l'une des meilleures performances parmi celles des « non qualifiés directement » (grâce au meilleur temps ou à la meilleure distance par exemple) (secondary qualifier)